# مجلد العملة

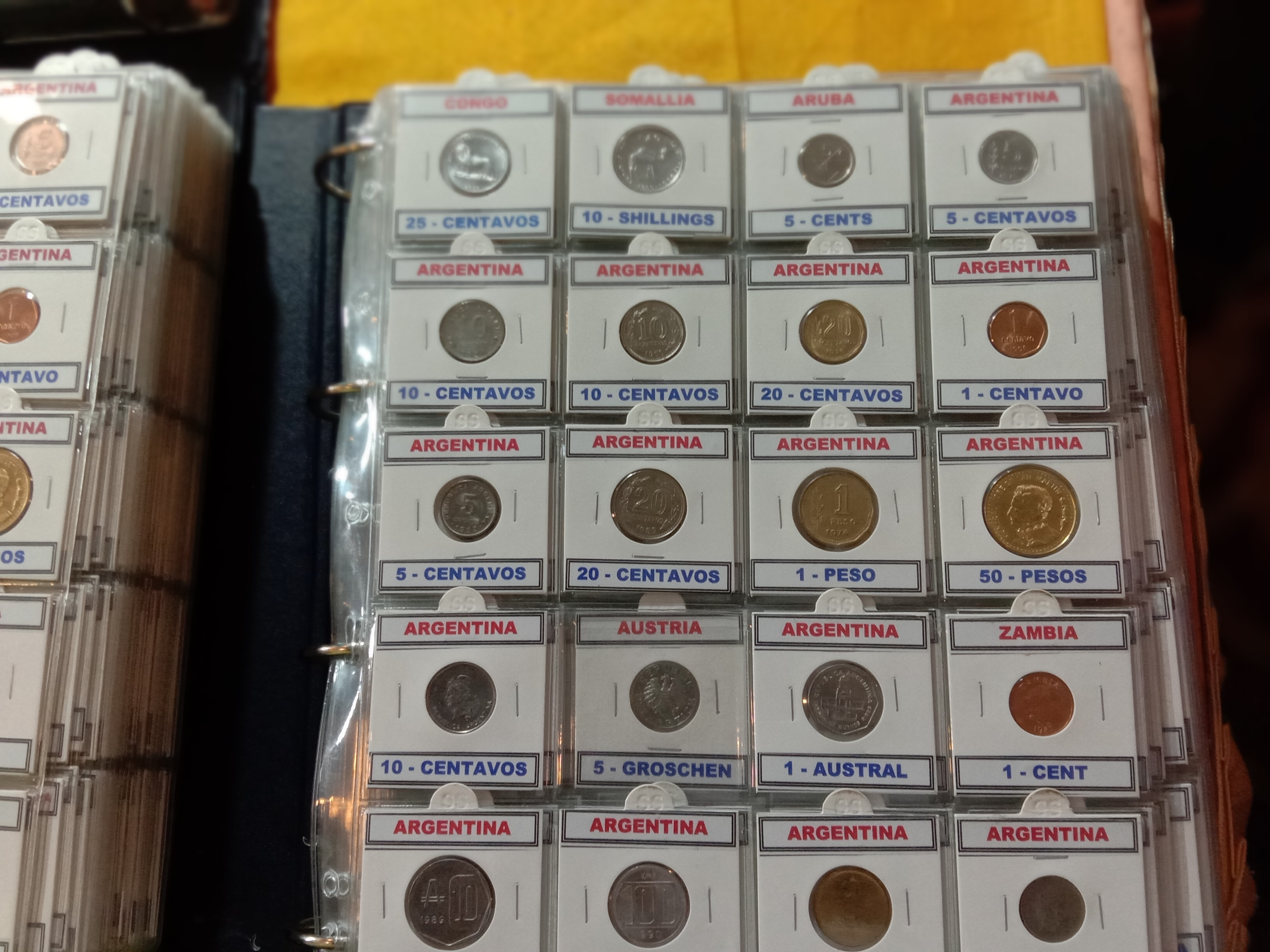
مجلد عملات معدنية مع حجرات بلاستيكية

تُستخدم مجلدات العملات المعدنية كطريقة لتخزين العملات المعدنية لحماية العملات المعدنية من تأثير العناصر الطبيعية.

## التاريخ
إن حماية العملات المعدنية متاحة تاريخيًا فقط لهواة الجمع الأثرياء الذين قاموا بتخزين عملاتهم المعدنية في خزائن مخصصة. وكانت المحاولة الأولى لإنشاء هيكل يشبه الألبوم أو المجلد للعملات المعدنية في عام 1929 عندما بدأت شركة بيستل في تسويق ألبومات العملات المعدنية. كما كانت هذه الألبومات مصنوعة من ورق مقوى ثقيل مغطى بالورق على كلا الجانبين مع السيلوفان لتثبيت العملات المعدنية في مكانها وكانت كل صفحة مثقوبة على الجانب لتناسب المجلد. وكانت التكاليف الباهظة تعني أن هذه المقتنيات أتيحت فقط لهواة الجمع المؤكدين في ذلك الوقت. حيث تغير هذا عندما اخترعت شركة جي كيه بوست بالتعاون مع شركة ويتمان لوحة العملات المعدنية الرخيصة في عام 1934. ثم حققت لوحات العملات المعدنية نجاحًا كبيرًا لأنها قدمت لهواة الجمع من جميع الفئات طريقة لتخزين عملاتهم المعدنية بتكلفة زهيدة.
إن اختراع آلة حفظ العملات المعدنية الحديثة هو محل نزاع بين اثنين من المنافسين الرئيسيين. يوجد رأي مفاده أن المجلدات اخترعها آر إس ييومان من شركة ويتمان قبل الحرب العالمية الثانية. قام يومان بأخذ تصميم لوحة البنس القديمة ثم قام ببساطة بطي الأجزاء لإنشاء كتاب (أو مجلد). ويزعم الرأي الآخر أن المجلدات صممتها وباعتها لأول مرة شركة دانيال ستامب (دانسكو) في لوس أنجلوس في عام 1939 أو أوائل عام 1940. في كلتا الحالتين يستمر هذا التنافس حتى يومنا هذا حيث تقوم كلتا الشركتين بتصنيع مجلدات "عالية الجودة" لهواة الجمع منذ أربعينيات القرن العشرين.
إن إنشاء كتاب للعملات المعدنية يوفر بعض الحماية للعملات المعدنية ويجعل التخزين أسهل وذلك لأن المجلدات صغيرة مقارنة باللوحات السابقة. وأصبحت مجلدات العملات المعدنية منذ ذلك الحين متاحة لهواة الجمع في جميع أنحاء العالم حيث صُممت المجلدات خصيصًا لتناسب العملات المعدنية المتداولة في بلدانهم.

## العلامات التجارية الرئيسية لحافظات العملات المعدنية
- شركة دانيال ستامب (دانسكو)
- شركة ليتلتون كوين
- وورمنز
- دار ويتمان للنشر

- أتش إي هاريس (بصمة ويتمان)

## روابط خارجية
- دليل مجلدات وألبومات العملات القديمة - توماس مول (2008)